# هنري لان
هنري لان (بالإنجليزية: Henry Lane)‏ هو سياسي أسترالي، ولد في 29 ديسمبر 1873، وتوفي في 22 مارس 1955. حزبياً، نشط في حزب العمال الأسترالي. وقد انتخب عضو مجلس نواب تسمانيا.